# 瑟斯頓縣 (內布拉斯加州)
瑟斯頓縣（英語：Thurston County）是美國內布拉斯加州東北部的一個縣，東隔密蘇里河與愛阿華州。面積1,026平方公里。根據美國2000年人口普查，共有人口7,171人。縣治彭德 (Pender)。
成立於1855年3月7日 （原名Blackbird，1889年3月28日改名），縣政府於1889年4月1日成立。縣名紀念參議員約翰·M·瑟斯頓。